# Водовозов, Алексей Валерьевич
Алексе́й Вале́рьевич Водово́зов (род. 8 октября 1970, Астрахань, СССР) — российский научный журналист и медицинский блогер. Врач-терапевт высшей квалификационной категории, токсиколог. В прошлом — военный врач, подполковник медицинской службы запаса. Ведёт просветительский блог «Смотровая Военврача», отмеченный различными наградами.
В 2019 году назван одним из самых известных в России популяризаторов доказательной медицины.

## Биография
Родился 8 октября 1970 года в Астрахани в семье военного врача. В 1977—1979 годах учился в школе 7 Группы советских войск в Германии в Бранденбурге-на-Хафеле, в 1980—1981 — № 49 Читы, в 1982—1983 — в № 514 Санкт-Петербурга, в 1984—1985 годах — № 950 Москвы, в 1985—1987 — № 535 Москвы.
В 1993 году с отличием окончил факультет подготовки врачей для ракетных и сухопутных войск (2-й факультет) Военно-медицинской академии имени С. М. Кирова и до 2001 года проходил медицинскую службу в Вооружённых Силах Российской Федерации в качестве военного врача, пройдя путь от врача отдельного батальона до начальника гарнизонной поликлиники. Специализировался в терапии, клинической токсикологии, клинической лабораторной диагностике и военно-врачебной экспертизе, социальной гигиене и организации здравоохранения.
Автор статей в журналах «Вокруг света», «Здоровье», «Популярная механика», «Российские аптеки», «АВС» и «Esquire», газете «Троицкий вариант — Наука», сетевом издании «XX2 век».
Научный редактор объединённой редакции издательского дома Remedium, популярно-просветительского журнала о медицине «ABC» и журнала «Российские аптеки». Главный редактор сайта abc-gid.ru. Был главным редактором раздела Лента.ру, посвящённого медицине.
В 2009 году на радиостанции «Русская служба новостей» непродолжительное время являлся автором и ведущим передачи «Клиника», посвящённой вопросам достоверности медицинской информации.
Член Клуба научных журналистов, член Экспертного совета Премии имени Гарри Гудини, член Ассоциации медицинских журналистов, член российского движения Брайтс, член жюри ежегодного конкурса научно-популярного проекта Biomolecula.ru — «Мол/био/текст».
В ноябре 2021 года переболел лёгкой формой дельта-штамма COVID-19. Перед этим вакцинировался Sputnik V в общем числе четырьмя дозами. По мнению Водовозова количество антител после вакцинации быстро снижается в течение полугода и поэтому он заболел за месяц до получения новой дозы вакцины. Водовозов сравнил течение болезни у себя с невакцинированными и отметил, что у него болезнь протекала легче и короче.
Живёт в Одинцово. Женат, есть сын, дочь и внучка. Жена — Светлана Александровна Водовозова (род. 23 октября 1969), учитель биологии высшей категории в школе №58 в Москве.
По мировоззрению является атеистом.

## Общественно-просветительская деятельность
Называет себя «коллекционером медицинского шарлатанства». В 2016 году выпустил книгу «Пациент разумный. Ловушки „врачебной“ диагностики, о которых должен знать каждый» в которой обобщил и систематизировал пятнадцатилетний личный опыт автора «по коллекционированию, изучению и разбору псевдомедицинских диагностических методик».
Один из соавторов проекта «АнтиБАД» (antibad.info). Ведущий «Колонки злого критика», выходившей на Medportal.ru, где разбирал «мифы, ошибки и откровенное шарлатанство в области медицины, обнаруженные на просторах Рунета». Продолжил развивать эти темы в своём блоге «Смотровая Военврача». Наряду с высмеиванием ошибок и заблуждений старается доходчиво объяснить их суть и описать как всё есть на самом деле.
Постоянно принимает участие в различных научно-популярных проектах — лектории и фестивали, включая направленные на детскую аудиторию, теле- и радиопередачах.
Был докладчиком на 1-й и 2-й международных конференциях «Лженаука в современном мире: медиасфера, высшее образование, школа», проходивших в Санкт-Петербургском государственном университете при поддержке Комиссии по борьбе с лженаукой и фальсификацией научных исследований при Президиуме РАН, где выступил c докладами «Псевдодиагностические медицинские методики в Рунете» и «К проблеме ошибок в учебниках биологии 8 класса общеобразовательной школы». Также принимал участие в качестве докладчика на международной конференции «Лженаука в современном обществе: теоретико-методологические подходы и стратегии противодействия», проходившей на факультете журналистики МГУ имени М. В. Ломоносова, где выступил с докладом «Документальный фильм „Шарлатаны“ как пример успешной совместной просветительской работы журналистов и учёных».
В марте 2012 года в рамках проекта «Публичные лекции „Полит.ру“» выступил с публичной лекцией «Псевдодиагностика: не дайте себя обмануть». В апреле 2016 года вместе с М. С. Гельфандом принял участие в 2xЛектории в УлГТУ, где выступил с лекцией «Псевдолечение: в погоне за исцелением».
В октябре 2016 года принял участие в качестве приглашённого докладчика в работе научно-просветительского форума «Учёные против мифов-2» организованного научно-просветительским порталом «Антропогенез.ру», где выступил с докладом «Три мифа альтернативной медицины»; а также был членом жюри антипремии «Почётный академик ВРАЛ». В январе 2017 года в том же качестве выступил на заседании научно-просветительского форума — «Учёные против мифов-3», где затронув тему мифов о вреде прививок и рассказав об угрозах, которые влечёт отказ от вакцинации, как и о главных доводах антипрививочного движения, отметил беспочвенность утверждений «антивакцинаторов», высказав мнение, что если бы не было прививок, то многие из людей не смогли бы появиться на свет. Летом того же года на заседании научно-просветительского форума «Учёные против мифов-4» выступил с докладом о методиках (ежедневный приём внутрь нескольких стаканов оливкового масла и лимонного сока), к которым прибегают простые люди, для того чтобы «очистить» свой организм от «шлаков», и предприимчивые граждане, чтобы получить деньги за «очистительные процедуры» (включая «изгнание паразитов»), где указал на то, что в действительности происходит химическая реакция указанных жидкостей с щёлочью, что приводит к образованию кусочков мыла, ошибочно принимаемых за желчные камни. Также в своём выступлении он отметил, что данная процедура имеет относительно безопасный исход в отличие от клизм с горячим кофе, что вызывает ожоги, приводящие к перфорации прямой кишки. В июне 2018 года на научно-просветительском форуме «Учёные против мифов-7» выступил с докладом о распространённых мифах о витаминах, в октябре 2018 года принимал участие в форуме «Учёные против мифов-8», проходившем в НИТУ «МИСиС», выступив в качестве члена жюри антипремии форума, а в феврале 2019 года на «Учёные против мифов-9» затронул мифы о воде.
Входил в рабочую группу по подготовке «Меморандума о лженаучности гомеопатии» Комиссии по борьбе с лженаукой и фальсификацией научных исследований РАН в 2017 году.

## Награды
- Серебряный приз конкурса «Клиника» (2009) за блог «Смотровая Военврача»[1][2]
- Лауреат конкурса «Медицина в Рунете» (2010) в номинации «Лучший блог»[1][2]
- Лауреат конкурса научных блогов STRF.ru «Френдлента Мёбиуса» (2012) в номинации «Молекулярная биология-генетика-медицина»[1][2]
- Призёр премии «Russian Sci&Tech Writer of the Year» (2019)[7].

## Сочинения
Книги
- Водовозов А. В. Пациент разумный. Ловушки «врачебной» диагностики, о которых должен знать каждый. — М.: Эксмо, 2016. — 224 с. — (Умный пациент). — 5000 экз. — ISBN 978-5-699-84611-5. Архивировано 5 февраля 2017 года.
  - Переиздана под названием — «Лжедиагностика. Как врачи обманывают пациентов и способы этого избежать»

Статьи
- Водовозов А. В. Главный военврач не хочет подчиняться тем, кого обязан контролировать Архивная копия от 3 февраля 2017 на Wayback Machine // Лента.ру, 06.10.2004
- Водовозов А. В. Лекарства в отпуск // Здоровье. 2009. № 1. С. 34—35 ISSN 00441945
- Водовозов А. В. Как не испортить себе отпуск (коммент. М. Ерофеевой) // Здоровье. 2009. № 7. С. 72—73 ISSN 00441945
- Водовозов А. В. Гомеопатия: растворённая медицина Архивная копия от 12 декабря 2016 на Wayback Machine // Популярная механика, № 10, 2009
- Водовозов А. В. Тёмные поля крови: Диагностика // Популярная Механика. — 2010. — № 1.
- Водовозов А. В. Алкоголизм: взгляд столетней давности Архивная копия от 19 мая 2017 на Wayback Machine // Троицкий вариант — Наука. 09.11.2010. № 66. С. 11
- Водовозов А. В., Водовозова С. А. О современных учебниках биологии Архивная копия от 14 февраля 2017 на Wayback Machine // Троицкий вариант — Наука. 01.02.2011. № 71. С. 8
- Водовозов А. В. ЕГЭ как обряд инициации Архивная копия от 27 декабря 2016 на Wayback Machine // Троицкий вариант — Наука. 02.07.2013. № 132. С. 5
- Водовозов А. В. Призрак публикации Архивная копия от 19 сентября 2017 на Wayback Machine // Троицкий вариант — Наука. 08.10.2013. № 139. С. 12
- Водовозов А. В. Кто защитит нас от гриппа? Архивная копия от 2 июня 2017 на Wayback Machine // Троицкий вариант — Наука. 05.11.2013. № 141. С. 12
- Водовозов А. В. Обвиняется водка Архивная копия от 19 мая 2017 на Wayback Machine // Троицкий вариант — Наука. 11.02.2014. № 147. С. 11
- Водовозов А. В. Рождественские исследования: наука с чувством юмора Архивная копия от 8 июня 2017 на Wayback Machine // Троицкий вариант — Наука. 23.12.2014. № 169. С. 9
- Водовозов А. В. Смерть от ГМО: как российские СМИ на старый фейк попались Архивная копия от 25 февраля 2017 на Wayback Machine // Троицкий вариант — Наука. 03.11.2015. № 191. С. 13
- Водовозов А. В. Эпидемия паники: три вопроса о гриппе Архивная копия от 17 февраля 2017 на Wayback Machine // Вокруг Света, 06.02.2016
- Водовозов А. В. Ключ к свободе выбора Архивная копия от 3 февраля 2017 на Wayback Machine // Троицкий вариант — Наука. 22.03.2016. № 200. С. 13
- Водовозов А. В. 30 лет Чернобылю: Поражающая способность Архивная копия от 11 февраля 2017 на Wayback Machine // Вокруг Света, 26.04.2016
- Водовозов А. В., Водовозова С. А. Что, если все на Земле были бы веганами Архивная копия от 31 января 2017 на Wayback Machine // Вокруг Света, 07.08.2016
- Водовозов А. В. Хорошо забыть бы старое Архивная копия от 3 февраля 2017 на Wayback Machine // Троицкий вариант — Наука. 23.08.2016. № 211. С. 7
- Водовозов, А. В. Злой критик: Вакцинные гены абортированного рака // XX2 век. — 2019. — 26 ноября. — Дата обращения: 30.11.2019.

## Интервью
- Паевский А., Попов С. И целого мира мало Архивная копия от 4 ноября 2016 на Wayback Machine // Троицкий вариант — Наука. 28.09.2010. № 63. С. 1-2
- Варенцова А. Псевдодиагностика: как не стать жертвой мошенника от медицины Архивная копия от 3 февраля 2017 на Wayback Machine // Газета.ру, 24.07.2016
- Алексей Водовозов — Пациент Разумный Архивная копия от 20 декабря 2016 на Wayback Machine передача «Только наука» на радио Культурная Эволюция
- Отравления и первая помощь Архивная копия от 3 февраля 2017 на Wayback Machine передача «Гвоздичное море» на радио Культурная Эволюция
- Кухаренко Е. Алексей Водовозов: гомеопатия — тёмная сторона медицины, плата за которую — совесть Архивная копия от 5 декабря 2019 на Wayback Machine // Радио Business FM, 11 сентября 2019